# 源正寺 (大阪市阿倍野区)
源正寺（げんしょうじ）は、大阪府大阪市阿倍野区にある、浄土宗の寺院。知恩院の末寺。楼門が国の登録有形文化財に登録されている。

## 由緒
- 1687年（貞享4年）、祐天上人により、現在の大阪上本町駅附近に開山。
- 寛政年間まで荒廃していたが、紀州藩の家老の援助を受け再興。
- 徳川慶喜が大政奉還の直後に来阪した折、市中取締のため、新選組の屯所がここに置かれる。
- 1925年（大正14年）、大軌電車（近畿日本鉄道の前身）の上本町駅（当時）建設の折、当地に移転してきた（竜宮造の楼門なども一緒に移建されている）。

## 所在地
大阪府大阪市阿倍野区阿倍野元町18－34

## 交通
阪堺電気軌道上町線北畠停留場

## 文化財
楼門は1889年 (明治22年) 建築、1923年 (大正12年) 移築。木造、入母屋造、瓦葺き、建築面積13m2。初重袴腰を塗込める竜宮造の楼門で上層は出組、二軒繁垂木とする。蟇股や肘木の形式・絵様に近代らしい意匠。旧熊野街道に面している。2003年 (平成15年) 1月31日、登録有形文化財となった。

## その他
- 鳥羽・伏見の戦いで敗走してきた幕兵に変装用の衣類を与え、紀州に落としてやるなどしている。
- 明治になったとき、住職の祖父江聖善が従軍僧となり、日清、日露戦役の戦死者の追善に尽力したため、皇族の台臨をいただくことが多くなる。
  - そのため、第四師団の将兵や遺族の参拝も多かった。

## 参考資料
- 「大阪春秋」第二十五号　堀内宏昭編　大阪春秋社　昭和55年

## 関係項目
- 新選組
- 小松宮彰仁親王
- 北白川宮大妃
- 閑院宮載仁親王
- 第四師団